# باکنر (تگزاس)
باکنر (به انگلیسی: Buckner) یک منطقهٔ مسکونی در ایالات متحده آمریکا است که در شهرستان کالین، تگزاس واقع شده‌است. باکنر ۲۰۰٫۸۷ متر بالاتر از سطح دریا واقع شده‌است.